# Leonardo Patrasso

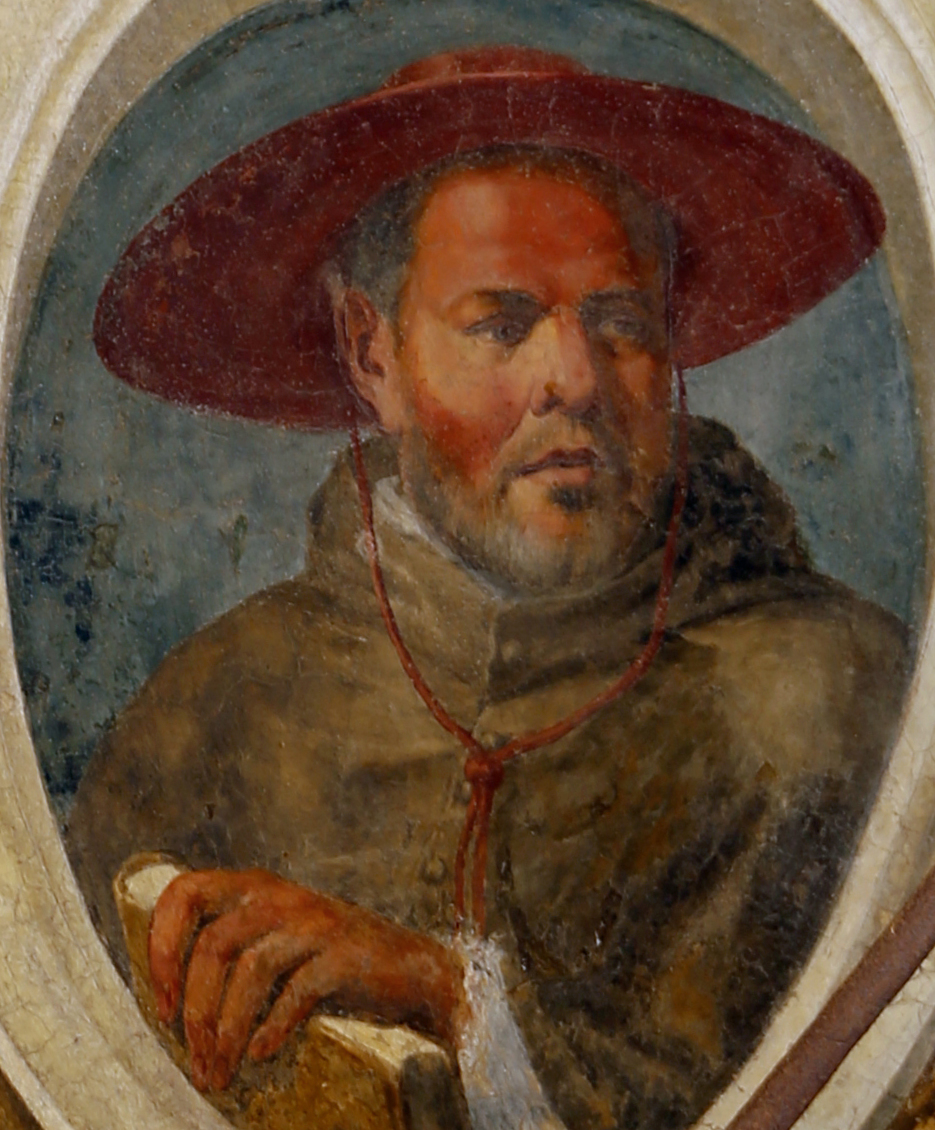
Leonardo Patrasso, retratado en el claustro de la Iglesia de Ognissanti (Florencia).

Leonardo Patrasso (Guarcino, c. 1230 - Lucca, 7 de diciembre de 1311) fue un obispo y cardenal italiano.
Canónigo de la catedral de Alatri desde los 17 años de edad, en 1254 fue nombrado tesorero de la diócesis de Patrasso, de la que era obispo su tío Benedeto di Giffrido; posteriormente se le concedió el obispado de Modona, en Grecia, y con el ascenso en la Curia de su sobrino Benedetto Caetani (después papa Bonifacio VIII), fue sucesivamente obispo de Aversa, de Jesi y desde 1299 arzobispo de Capua.
Bonifacio VIII le creó cardenal obispo de Albano en el consistorio celebrado el 2 de marzo de 1300, participando con esta dignidad en el cónclave de 1303 en que fue elegido papa Benedicto XI y en el de 1304 en que salió Clemente V. 
Falleció en Lucca en 1311 cuando se dirigía desde la corte papal de Aviñón hacia Roma con una legación ante el emperador Enrique VII, siendo enterrado ahí en la Iglesia dominicana de San Romano.